# Омбудсман Републике Српске
Омбудсман Републике Српске — заштитник људских права је била независна институција Републике Српске. Престала је са радом 31. децембра 2009.
Омбудсман је имао надлежност да помаже онда када републички, градски и општински органи управе и други извршни органи и организације које врше јавне послове, у поступцима које воде по захтјеву странке или по службеној дужности: не поштују прописани поступак, неоправдано дуго воде поступак, погрешно примјењују законе и друге прописе на штету странке, не извршавају донесене одлуке и ускраћују тражене информације. Могао је истраживати случајеве кршења људских права и слобода почињених од стране војне управе, служби безбједности и тајних служби, као и случајеве лишавања слободе. Омбудсман Републике Српске — заштитник људских права могао је износити случајеве пред Уставни суд Републике Српске.
Укидање Закона о омбудсману Републике Српске — заштитнику људских права био је један од услова за либерализацију визног режима између Босне и Херцеговине и Европске уније.